# Женская сборная Канады по баскетболу
Женская сборная Канады по баскетболу — национальная баскетбольная команда, представляющая Канады на международной баскетбольной арене. Управляющим органом сборной выступает Федерация баскетбола Канады. Сборная Канады является чемпионом Америки и двукратным бронзовым призером чемпионата мира.

## Результаты

### Олимпийские игры
- 1976 6-е место
- 1984 4-е место
- 1996 11-е место
- 2000 10-е место
- 2012 8-е место
- 2016 7-е место
- 2020 9-е место

### Чемпионат мира по баскетболу среди женщин
- 1971 10-е место
- 1975 11-е место
- 1979  3-е место
- 1983 9-е место
- 1986  3-е место
- 1990 7-е место
- 1994 7-е место
- 2006 10-е место
- 2010 12-е место
- 2014 5-е место
- 2018 7-е место
- 2022 4-е место

### Чемпионат Америки по баскетболу среди женщин
- 1989  3-е место
- 1993  3-е место
- 1995  1-е место
- 1999  3-е место
- 2003  3-е место
- 2005  3-е место
- 2007 5-е место
- 2009  3-е место
- 2011  3-е место
- 2013  2-е место
- 2015  1-е место
- 2017  1-е место
- 2019  2-е место
- 2021 4-е место

### Панамериканские игры
- 1955 5-е место
- 1959 4-е место
- 1963 4-е место
- 1967  3-е место
- 1971 5-е место
- 1975 5-е место
- 1979  3-е место
- 1983 4-е место
- 1987  3-е место
- 1991 4-е место
- 1999  2-е место
- 2003 4-е место
- 2007 4-е место
- 2011 6-е место
- 2015  1-е место
- 2019  6-е место

### Текущий состав
| Перейти к шаблону «Состав сборной Канады по баскетболу» | Состав сборной Канады по баскетболу |  |

| Поз. | №  | Имя                 | Дата рождения (возраст)  | Рост   | Клуб               |
| ---- | -- | ------------------- | ------------------------ | ------ | ------------------ |
| РЗ   | 1  | Шайна Пеллингтон    | 1 июня 1999 (22 года)    | 170 см | Аризона Уайлдкэтс  |
| З    | 5  | Киа Нерс            | 22 февраля 1996 (25 лет) | 182 см | Финикс Меркури     |
| ЛФ   | 6  | Бриджет Карлтон     | 22 мая 1997 (24 года)    | 185 см | Миннесота Линкс    |
| Ф    | 7  | Найо Рейнкок-Экунве | 29 августа 1991 (29 лет) | 188 см | АСВЕЛ              |
| АЗ   | 8  | Ким Гоше            | 7 мая 1984 (37 лет)      | 186 см | УСО Мондвиль       |
| Ф    | 9  | Миранда Эйм         | 6 мая 1988 (33 года)     | 191 см | Баскет Ланды       |
| Ф/Ц  | 11 | Натали Ачонва       | 22 ноября 1992 (28 лет)  | 191 см | Миннесота Линкс    |
| З    | 13 | Шэй Колли           | 6 января 1996 (25 лет)   | 176 см | Шарне Баскет       |
| Ц    | 14 | Кайла Александер    | 5 января 1991 (30 лет)   | 191 см | Динамо Новосибирск |
| Ф    | 15 | Летисия Эмихеа      | 10 июля 2001 (20 лет)    | 186 см | Южная Каролина     |
| З    | 21 | Нирра Филдс         | 3 декабря 1993 (27 лет)  | 176 см | Измит Беледиеспор  |
| Ф    | 24 | Алия Эдвардс        | 9 июля 2002 (19 лет)     | 191 см | Коннектикут Хаскис |